# Бозон Хиггса
Бозо́н Хи́ггса, хи́ггсовский бозо́н, хиггсо́н (англ. Higgs boson) — элементарная частица (бозон), квант поля Хиггса, с необходимостью возникающий в Стандартной модели физики элементарных частиц вследствие хиггсовского механизма спонтанного нарушения электрослабой симметрии. Его открытие завершает Стандартную модель. В рамках этой модели отвечает за инертную массу таких элементарных частиц, как бозоны. С помощью поля Хиггса объясняется наличие инертной массы частиц-переносчиков слабого взаимодействия (W- и Z-бозоны) и отсутствие массы у частицы-переносчика сильного (глюон) и электромагнитного взаимодействия (фотон). По построению хиггсовский бозон является скалярной частицей, то есть обладает нулевым спином.
Постулирован британским физиком Питером Хиггсом в его фундаментальных статьях, вышедших в 1964 году.
После нескольких десятков лет поисков 4 июля 2012 года в результате исследований на Большом адронном коллайдере был обнаружен кандидат на его роль — новая частица с массой около 125—126 ГэВ/c². Имеются веские основания считать, что эта частица является бозоном Хиггса. В марте 2013 года появились сообщения от отдельных исследователей ЦЕРНа, что найденная полугодом ранее частица действительно является бозоном Хиггса.
Модель с хиггсовским бозоном позволила построить перенормируемую квантовую теорию поля.

## Свойства бозона Хиггса
В апреле 2014 года коллаборация CMS сообщила, что ширина распада этого бозона меньше 22 МэВ. Как любая элементарная частица, бозон Хиггса участвует в гравитационном взаимодействии. Бозон Хиггса обладает нулевыми спином, электрическим зарядом, цветовым зарядом. Предварительно подтверждена на 125 ГэВ чётность +1. Есть 4 основных канала рождения бозона Хиггса: после слияния 2 глюонов (основной), слияние WW- или ZZ-пар, в сопровождении W- или Z-бозона, вместе с топ-кварками. Распадается на пару b-кварк-b-антикварк, на 2 фотона, на две пары электрон-позитрон и/или мюон-антимюон или на пару электрон-позитрон и/или мюон-антимюон с парой нейтрино.
На прошедшей в начале июля 2017 года конференции EPS HEP 2017 ATLAS и CMS сообщили, что они наконец-то начали видеть намёки на распад бозона Хиггса на b-кварк-антикварковую пару, что ранее невозможно было увидеть на практике (трудно отделить от фоновых процессов рождения тех же кварков другим образом); согласно Стандартной модели, этот распад самый частый: в 58 % случаев. Как стало известно в начале октября 2017 года, ATLAS и CMS заявили в соответствующих статьях, что они наблюдают сигнал распада уверенно.
В феврале 2021 года на БАК учёные ЦЕРН обнаружили очень редкий распад бозона Хиггса на два лептона и фотон с суммарной массой лептонов меньше 30 ГэВ (распад Далитца).
В мае 2023 года в ЦЕРН был обнаружен особо редкий (0,15%) распад бозона Хиггса на Z-бозон и фотон. Данное открытие, похоже, поставило точку в окончательном признании Стандартной модели.

## Предсказание открытия бозона Хиггса

Диаграмма Фейнмана, показывающая возможные варианты рождения W- или Z-бозонов, которые при взаимодействии образуют нейтральный бозон Хиггса

В теории при минимальной реализации механизма Хиггса должен возникать нейтральный бозон Хиггса (в научных работах такая частица называется бозон Хиггса Стандартной модели).
Впрочем, существуют модели, не требующие введения бозона Хиггса для объяснения масс наблюдаемых частиц Стандартной модели, так называемые бесхиггсовские модели. Отрицательный результат поисков бозона Хиггса послужил бы косвенным аргументом в пользу подобных моделей.
В расширенных моделях спонтанного нарушения симметрии может возникнуть несколько хиггсовских бозонов различной массы, в том числе и заряженные. Массы любых бозонов Хиггса, как не заряженных (H0
), так и заряженных (H±
), не предсказываются в теории.

## История открытия бозона Хиггса

Схема взаимодействий между элементарными частицами, описываемая Стандартной моделью

Стандартная модель предсказывает существование поля (называемого Поле Хиггса), которое имеет ненулевую амплитуду в основном состоянии, то есть ненулевое вакуумное ожидаемое значение. Существование ненулевого вакуумного ожидаемого значения приводит к спонтанному нарушению электрослабой калибровочной симметрии (см. хиггсовский механизм).
Обнаружить бозон удалось, только хорошо зная его свойства.

## Эксперименты по поиску и оценке массы хиггсовского бозона
Поиски хиггсовского бозона в Европейском центре ядерных исследований (ЦЕРН) на Большом электрон-позитронном коллайдере (LEP) (в 1993 году эксперимент установил нижнюю границу массы бозона Хиггса >52 ГэВ, эксперимент завершён в 2001 году, энергия 104 ГэВ на каждый пучок, то есть суммарная энергия пучков в системе центра масс 208 ГэВ) не увенчались успехом: были зафиксированы три события-кандидата на детекторе ALEPH при массе 114 ГэВ, два — на DELPHI и одно — на L3. Такое количество событий приблизительно соответствовало ожидаемому уровню фона. Предполагалось, что вопрос о существовании бозона Хиггса прояснится окончательно после вступления в строй и нескольких лет работы Большого адронного коллайдера (БАК, LHC).
В 2004 году была проведена повторная обработка данных эксперимента D0 по определению массы t-кварка, проводившегося на синхротроне Тэватрон в Национальной ускорительной лаборатории им. Энрико Ферми, в ходе этой обработки была получена уточнённая оценка массы, что привело к переоценке верхней границы массы бозона Хиггса до 251 ГэВ.
В 2008—2009 гг. группой российских учёных Объединённого института ядерных исследований (ОИЯИ) и др. была представлена более точная оценка значения массы бозона Хиггса около 118(±2) ГэВ из данных по анизотропии реликтового излучения.
В 2010 году в ходе экспериментов на Тэватроне исследовательской группой DZero была обнаружена 1-процентная разница в числе образующихся при распаде В-мезона мюонов и антимюонов. Вскоре было объявлено о том, что причиной расхождения могло стать существование не одного, а пяти бозонов Хиггса — в рамках теории суперсимметрии могут существовать заряженные положительно и отрицательно, скалярные (лёгкий и тяжёлый) и псевдоскалярный бозоны. Ожидалось, что подтвердить или опровергнуть данную гипотезу помогут эксперименты на Большом адронном коллайдере.
В июле 2011 года коллаборации ATLAS и CMS выявили отклонение статистики в районе массы 130—150 ГэВ в результатах, представленных на конференции EPS-HEP’2011 в Гренобле, что, возможно, указывает на существование бозона Хиггса. Однако данные с Большого адронного коллайдера продолжали поступать, и была возможность, что последующая обработка нивелирует полученные отклонения. Между тем, на той же конференции был закрыт (с 3%-м отклонением) диапазон от 150 ГэВ до 400 ГэВ (за исключением небольших окон), где бозон Хиггса существовать не может.
В ноябре 2011 года коллаборации ATLAS и CMS сузили интервал масс возможного существования бозона до 114—141 ГэВ. Интервал от 141 до 443 ГэВ был исключён с вероятностью 99 % за исключением трёх узких окон между 220 и 320 ГэВ.
13 декабря 2011 года коллаборации ATLAS и CMS представили предварительные результаты обработки данных 2011 года, основной вывод состоял в том, что бозон Хиггса Стандартной модели, если он существует, скорее всего, имеет массу в интервале 116—130 ГэВ по данным эксперимента ATLAS, и 115—127 ГэВ — по данным CMS. Оба эксперимента наблюдают превышение сигнала над фоном в этих интервалах в различных предполагаемых каналах распада бозона Хиггса. Интересно то, что несколько независимых измерений указывали на область от 124 до 126 ГэВ. Было слишком рано говорить о том, что ATLAS и CMS открыли бозон Хиггса, но эти обновлённые результаты вызвали большой интерес в сообществе физики элементарных частиц. Тем не менее, для окончательных утверждений о существовании или несуществовании бозона Хиггса требовался больший объём данных, который ожидался в 2012 году.
2 июля 2012 года коллаборации D0 и CDF заявили, что по результатам анализа данных ускорителя Тэватрон имеется некоторый избыток, который может быть интерпретирован как вызванный бозоном Хиггса с массой в диапазоне 115—135 ГэВ со статистической значимостью 2,9 стандартных отклонения, что меньше порога в 5 сигм, необходимого для того чтобы заявить об открытии частицы.
4 июля 2012 года, на научном семинаре ЦЕРН, проходившем в рамках научной конференции ICHEP 2012 в Мельбурне, были изложены предварительные результаты экспериментов ATLAS и CMS по поиску бозона Хиггса за первую половину 2012 года. Оба детектора наблюдали новую частицу с массой около 125—126 ГэВ с уровнем статистической значимости в 5 сигм. Предполагается что данная частица — бозон, при этом она — самый тяжёлый из когда-либо обнаруженных бозонов. На семинар были приглашены физики Франсуа Энглер, Карл Хаген, Питер Хиггс и Джеральд Гуральник, которые являются одними из «авторов» механизма Хиггса.
В марте 2013 года в СМИ появились сообщения от отдельных участников исследований о том, что открытая ими в июле 2012 года частица действительно является бозоном Хиггса, так как она имеет совпадающую с ним чётность и измеренные вероятности распадов. Ещё в марте 2013 года исследователи с осторожностью отвечали на вопрос, является ли эта частица бозоном Хиггса, предсказанным Стандартной моделью, или это другой вариант бозона Хиггса, о котором говорят некоторые другие теории, выходящие за рамки Стандартной модели. Но уже к концу 2013 года обе коллаборации, обработав массив полученных данных, пришли к предварительным выводам: выявленный бозон Хиггса не выходит за пределы Стандартной модели и пока нет никаких экспериментальных указаний на физику за её пределами.
Нобелевская премия 2013 года по физике получена Франсуа Энглером и Питером Хиггсом за предсказание этого бозона.
В марте 2015 года коллаборации ATLAS и CMS уточнили предыдущие данные по массе бозона: 125,09±0,24 ГэВ, что примерно на 0,2 % точнее предыдущего значения.
В декабре 2015 года учёные из ЦЕРН объявили, что у них есть свидетельства существования другого бозона с массой около 700 ГэВ, который может оказаться вторым бозоном Хиггса, предсказываемым суперсимметричными расширениями Стандартной модели.
Также в декабре 2015 года со статистической значимостью 2,4σ физики ATLAS нашли возможное по интерпретации проявление заряженного бозона Хиггса с массой в районе 250—450 ГэВ.
На прошедшей в марте 2017 года серии конференций Moriond 2017 была представлена масса 125,26±0,20±0,08 ГэВ/c2, это по данным Большого адронного коллайдера 2016 года.

## Бозон Хиггса в массовом сознании
Бозон Хиггса — последняя найденная частица Стандартной модели. Частица Хиггса так важна, что в заголовке книги нобелевского лауреата Леона Ледермана «Частица Бога: если Вселенная это ответ, то каков вопрос?» она названа «god particle» (частица бога или божья частица), а сам Ледерман изначально предлагал вариант «чёртова частица» (англ. goddamn particle), отвергнутый редактором. Это ироничное название широко употребляется средствами массовой информации. Многие учёные не одобряют это прозвище, считая более удачным «бозон бутылки шампанского» (англ. champagne bottle boson) — из-за игры образами, так как потенциал комплексного поля Хиггса напоминает донышко бутылки шампанского, а его открытие явно приведёт к опустошению не одной такой бутылки.